# Sant Rafel
Sant Rafel (amtlicher Name; häufig auch Sant Rafel de sa Creu oder Sant Rafel de Forca, span. San Rafael) ist ein Ortsteil der Gemeinde Sant Antoni de Portmany auf Ibiza. Der Ortsteil hat 2156 Einwohner, von denen 426 in der geschlossenen Ortschaft San Rafel und die übrigen 1730 in der umliegenden Landschaft leben (Stand: 2011). San Rafel liegt an der Carretera de Eivissa a Sant Antoni (EI-600), wobei es 7 km von der Stadt Ibiza und 9 km von Sant Antoni entfernt ist. 
Sant Rafel ist bekannt für seine Töpferwerkstätten, im Ortskern kann man Keramiken von lokalen Künstlern kaufen. Ebenfalls ist der Ort auch für die zahlreichen Restaurants und die alte Wehrkirche bekannt, die von Touristen gerne besucht wird.

## Feste
- 24. Oktober: Patronatsfest